# 1853 aux échecs
| Années des échecs : 1850 - 1851 - 1852 - 1853 - 1854 - 1855 - 1856    |
| Décennies des échecs : 1820 - 1830 - 1840 - 1850 - 1860 - 1870 - 1880 |

Cet article présente les faits marquants de l'année 1853 aux échecs.

## Match formels
- Alexandre Petrov - Dimitri Ouroussov 1-0 (+1 -0 =1) Avril 1853 St Petersbourg[1]
- Daniel Harrwitz - Johann Lowenthal 11-8 (+11-8=12) Septembre 1853 Londres
- Sergueï Ouroussov - Ilia Choumov 4-3 (+4-3=0) 1853 St Petersbourg
- Dimitri Ouroussov - Ilia Choumov 7-4 1853 St Petersbourg
- Jean Dufresne - Carl Mayet 7-5 1853 Berlin

## Matchs amicaux
- Howard Staunton - Johann Lowenthal 13.5 - 6.5 janvier 1853 Londres
- Alexandre Petrov - Serguey Urusov 3-1er avril 1853 St Petersbourg
- Joszef Szen - Adolphe Laroche 1-0 (+1-0=1) Avril 1853 Paris[2]
- Daniel Harrwitz - Joszef Szen 3-1 (+3-1=1) Mai 1853 Londres
- Joszef Szen - Samuel Boden 0-0 (+0-0=2) Mai 1853 Londres
- Tassilo Von der Lasa - Howard Staunton 5-4 (+5-4=3) Septembre 1853 Bruxelles

## Divers
- Jean Dufresne remporte le premier tournoi de l'histoire de la Société des échecs de Berlin.
- Des clubs d’échecs sont fondés à Bombay, St-Pétersbourg, Sydney[3].

## Naissances
- Bernhard Fleissig, fort joueur austro-hongrois[3].

## Nécrologie
- 18 mai : Lionel Kieseritzky